# Bougarber
Bougarber é uma comuna francesa na região administrativa da Nova Aquitânia, no departamento de Pirenéus Atlânticos. Estende-se por uma área de 10,34 km². Em 2010 a comuna tinha 860 habitantes (densidade: 83,2 hab./km²).